# 托馬霍克鎮區 (阿肯色州瑟西縣)
托馬霍克鎮區（英語：Tomahawk Township）是位於美國阿肯色州瑟西縣的一個行政鎮區。

## 地方資料
根據2010年美國人口普查的數據，托馬霍克鎮區的面積為140.33平方千米，當中陸地面積為139.24平方千米，而水域面積為1.09平方千米。當地共有人口574人，而人口密度為每平方千米4人。